# ويليام إسحاق
ويليام إسحاق (بالإنجليزية: William Isaac)‏ هو مصرفي أمريكي، ولد في 1943 في برايان في الولايات المتحدة.